# Кристиан VI
Кристиан VI е крал на Дания и Норвегия от 1730 до смъртта си през 1746 г.

## Произход
Роден е през 1699 г. в Копенхаген. Син е на крал Фредерик IV и Луиза фон Мекленбург-Гюстров.

## Управление
Кристиан VI е един от най-непопулярните крале в историята на Дания заради своята прекомерна религиозност, която искал да види и у поданиците си, а тази негова черта, съчетана с липсата на обаяние, оставя неприятно впечатление у съвременниците. По-късно историците се опитват да променят така създалото се мнение за монарха като акцентират на неговата работоспособност и методичност.
Във вътрешен план Кристиан VI е запомнен със строежа на няколко дворци – замъка Кристиансборг, строен между 1734 и 1742 г. (разрушен при пожар през 1794 г. и изграден отново), замъка Хиршхолм (строен от 1737 до 1739 и разрушен през 1812 г.) и Ермитажа (на датски: Eremitageslottet или Eremitagen), построен от 1734 до 1736 на север от Копенхаген. Тези дворци са изградени, за да демонстрират датското величие, но същевременно се оказват и тежко финансово бреме за Дания.
Друг важен момент от управлението му е въвеждането през 1733 г. на т.нар. stavnsbånd, закон, който връщал отново крепостничеството, което баща му Фредерик IV отменя с реформите от 1702 г. С тази си законодателна мярка Кристиан VI задължава селяните да остават в регионите, в които живеели, без да могат да ги напускат, и да изпълняват дейности в полза на местната аристокрация, както и военни повинности. Целта очевидно е била да се осигури постоянна армия от селяни, но в действителност това утежнява допълнително бремето на селячеството. Тази мярка коства много главоболия на Кристиан VI и в края на краищата бива отменена през 1788 г.

## Семейство
На 7 август 1721 г. Кристиан VI се жени за София Магдалена фон Бранденбург-Кулмбах. От брака им се раждат децата:
- Фредерик V, крал на Дания и Норвегия от 1746 г.;
- Луиза (*/† 1724);
- Луиза Датска (1726 – 1756).